# VSV in het seizoen 1962/63
Het seizoen 1962/1963 was het negende en laatste jaar in het bestaan van de Velsense betaaldvoetbalclub VSV. De club kwam uit in de Tweede divisie A en eindigde daarin op de eerste plaats. Na een tweetal promotiewedstrijden tegen de kampioen van divisie B (Haarlem), werd er promotie afgedwongen voor de Eerste divisie. Aan het eind van het seizoen fuseerde de club met Stormvogels tot Telstar, VSV keerde terug naar het amateurvoetbal. Tevens deed de club mee aan het toernooi om de KNVB beker, hierin werd in de eerste ronde verloren van ADO (1–0).

## Wedstrijdstatistieken

### Tweede divisie A
|       | AGOVV | Alkmaar '54 | Be Quick | De Graafschap | Heerenveen | KFC   | Leeuwarden | N.E.C. | Oldenzaal | Stormvogels | Tubantia | Vitesse | Wageningen | ZFC   | Zwartemeer | Zwolsche Boys |
| ----- | ----- | ----------- | -------- | ------------- | ---------- | ----- | ---------- | ------ | --------- | ----------- | -------- | ------- | ---------- | ----- | ---------- | ------------- |
| Thuis | 2 – 1 | 2 – 1       | 1 – 1    | 1 – 0         | 5 – 2      | 3 – 0 | 4 – 1      | 0 – 0  | 4 – 2     | 1 – 1       | 1 – 0    | 1 – 1   | 3 – 1      | 2 – 2 | 3 – 0      | 4 – 0         |
| Uit   | 3 – 1 | 2 – 0       | 0 – 1    | 0 – 2         | 0 – 1      | 0 – 1 | 2 – 1      | 4 – 2  | 0 – 3     | 2 – 2       | 3 – 1    | 0 – 0   | 1 – 2      | 1 – 3 | 1 – 2      | 2 – 4         |

### Promotiecompetitie
| Promotiewedstrijd                                                                                | Haarlem                                 | 2 – 2 (2 – 2, 0 – 1) Na verlenging | VSV                               |
| 19 juni 1963 Plaats: Heemstede Sportparklaan Toeschouwers: 18.000 Scheidsrechter: Piet Roomer    | Henk Angenent 10' Joop van Vegten 88'   |                                    | 65' Ted Immers 83' Ger Farenhorst |
| Promotiewedstrijd (replay)                                                                       | VSV                                     | 3 – 2 (0 – 2)                      | Haarlem                           |
| 23 juni 1963 Plaats: Heemstede Sportparklaan Toeschouwers: 21.000 Scheidsrechter: Lau van Ravens | Ted Immers 51', 62' Ferrie Dikstaal 75' |                                    | 10' Fred Jaski 30' Henk Angenent  |

### KNVB Beker
| 1e ronde                                         | VSV                                                    | 3 – 1 (0 – 0) | Wilhelmina                                       |
| 13 oktober 1962 Plaats: Velsen-Zuid Schoonenberg | Ger Farenhorst 52' Tjeerd Kort –' (pen.) Fred Dikstaal |               | 85' Willy van den Hurk                           |
| 2e ronde                                         | Limburgia                                              | 2 – 3 (1 – 2) | VSV                                              |
| 16 december 1962 Plaats: Brunssum Venweg         | Gène Gerards 25' Loek den Edel 48'                     |               | 23' Ger van Dolder 24' Fred André Ger Farenhorst |
| 3e ronde                                         | ADO                                                    | 1 – 0 (0 – 0) | VSV                                              |
| 30 april 1963 Plaats: Den Haag Zuiderparkstadion | Maarten Trommel 85'                                    |               |                                                  |

## Statistieken VSV 1962/1963

### Eindstand VSV in de Nederlandse Tweede divisie A 1962 / 1963
| Stand | Gespeeld | Gewonnen | Gelijk | Verloren | Punten | Doelpunten voor | Doelpunten tegen |
| ----- | -------- | -------- | ------ | -------- | ------ | --------------- | ---------------- |
| 1e    | 32       | 20       | 7      | 5        | 47     | 64              | 34               |

### Topscorers
| #              | Naam                   | Goal |
| -------------- | ---------------------- | ---- |
| 1.             | Fred André             | 14   |
| 2.             | Ted Immers             | 12   |
| 3.             | Ger Farenhorst         | 11   |
| 4.             | Ger van Dolder         | 7    |
| 5.             | Fred Dikstaal          | 5    |
| 6.             | Ron Versluis           | 4    |
| 7.             | Henk Belfroid          | 3    |
| 7.             | Tjeerd Kort            | 3    |
| 9.             | Cor Brom               | 2    |
| 10.            | Piet Jager             | 1    |
| Eigen doelpunt |                        |      |
| –              | Henk Kanselaar (AGOVV) |      |
| Totaal         | Totaal                 | 64   |

| #      | Naam            | Goal |
| ------ | --------------- | ---- |
| 1.     | Ted Immers      | 3    |
| 2.     | Ferrie Dikstaal | 1    |
| 2.     | Ger Farenhorst  | 1    |
| Totaal | Totaal          | 5    |

| #      | Naam           | Goal |
| ------ | -------------- | ---- |
| 1.     | Ger Farenhorst | 2    |
| 2.     | Fred André     | 1    |
| 2.     | Fred Dikstaal  | 1    |
| 2.     | Ger van Dolder | 1    |
| 2.     | Tjeerd Kort    | 1    |
| Totaal | Totaal         | 6    |